# ریچارد بیمر
ریچارد بیمر (انگلیسی: Richard Beymer؛ زادهٔ ۲۰ فوریهٔ ۱۹۳۸) یک هنرپیشه اهل ایالات متحده آمریکا است. وی بین سال‌های ۱۹۴۹ تا ۲۰۰۸ میلادی فعالیت می‌کرد.
از فیلم‌ها یا برنامه‌های تلویزیونی که وی در آن نقش داشته است می‌توان به داستان وست ساید و چنان بزرگ اشاره کرد.